# Јохан Конрад Дипел
Јохан Конрад Дипел (10. август 1673 — 25. април 1734) био је немачки лекар и научник.

## Биографија
Дипел је рођен у Дворцу Франкенштајн у немачком граду Милтал. Док се школовао у презимену је имао и додатак Франкенштајн. Студирао је теологију, психологију и алхемију на Универзитету у Гисену. Објавио је пуно богословских дела, а нека од њих су и данас сачувана. Он је имао свој лабораторији у којем је изводио чудне експерименте. Неки тврде да је он као и Виктор Франкенштајн из књиге Мери Шели под називом Франкенштејн, изводио чудне експерименте на људском телу. Он је покушавао да направи напитак за бесмртност, и када је мислио да је успео покушао је да купи Дворац Франкенштајн у замену за напитак. Понуда је одбијена. Напитак који је Дипел створио био је јако експлозиван и приликом једног експеримента је експлодирао и избацио га је из лабораторија, но то је преживео. Много људи је тада мислило да је он створио чудовиште које је приликом експлозије побегло у шуму. Дипел је наставио покушавати створити напитак за бесмртност. Једном приликом је попио напитак за који је мислио да ће му продужити живот до 135 године, но то није успело јер је напитак био отрован, и Дипел је умро у 60 години.